# Cuapiaxtla de Madero
Cuapiaxtla de Madero là một đô thị thuộc bang Puebla, México. Năm 2005, dân số của đô thị này là 7183 người.